# Sinagoga din Turda
Sinagoga din Turda a fost un lăcaș de cult mozaic ortodox (nereformat) din municipiul Turda (județul Cluj), localizat pe str. Mihai Eminescu nr. 24-28. Ea a fost construită între anii 1921-1926. În prezent, din lipsă de credincioși, este nefuncțională. 

## Clădirea
Sinagoga este o clădire distinctivă a orașului, construită în stil eclectic, cu unele elemente de stil maur. Pereții sunt din cărămidă tencuită. Fațadele de sud și de nord sunt identice, având fiecare câte 2 lei în basorelief, leul simbolizând tribul lui Iuda. Sala era luminată în mod natural prin numeroase ferestre la parter și la etaj. Fațada, unde se afla intrarea, este pe latura de vest, clădirea fiind orientată de la vest la est, cu absida, unde era amplasat Chivotul Sfânt (Arca Legământului), spre est. Placa neagră cu porunci biblice (Tablele Legii) trona deasupra cornișei cu chivotul. Spațiul chivotului, ușor înălțat, era separat de sală printr-un arc semicircular mare. Bima, respectiv podiumul de pe care se citea Tora, era situat în fața chivotului (se mai văd în prezent urmele postamentelor). Scări duceau la galeriile femeilor de la etaj.

## Istoric
Sinagoga a fost construită între anii 1921-1926, în locul unei vechi case de rugăciuni. În 1946 în clădirile auxiliare ale sinagogii se aflau parohia și locuința rabinului, biroul comunității, locuința omului de serviciu și azilul de noapte al săracilor. Abatorul cu măcelăria se aflau în spatele sinagogii. 
O casă de rugăciuni și mai veche, din care nu a mai rămas nici o urmă, se găsea pe locul unde astăzi este clădirea primăriei în Piața 1 Decembrie 1918 nr.28. 
Evreii din Turda au aparținut majoritar curentului mozaic ortodox, foarte puțini la curentul reformator neolog (spre deosebire de evreii din Cluj). Strada Mihai Eminescu a fost în trecut nucleul vechiului cartier evreiesc al orașului. 
Populația evreiască număra 175 persoane (48 familii) în 1866; 203 persoane (2,1% din totalul populației orașului) în 1870; 326 persoane (3,5%) în 1900; 482 persoane (3,5%) în 1910; 852 persoane (4,2%) în 1930 și 726 persoane (2,2%) în 1940. Numărul persoanelor a crescut la 1805 în anul 1942, după ce evreii din zonele învecinate au fost concentrați în Turda. După cel de al doilea război mondial, comunitatea și-a continuat activitatea, dar instituțiile sale au pierdut importanța lor, odată cu scăderea populației evreiești, ca urmare a emigrării în Israel și în alte părți. Aproximativ 150 evrei mai locuiau în Turda în anul 1971.
Comunitatea a fost condusă de rabini, printre care Ben-Zion Albert Wesel (1900-1938) și Joseph Adler (1938-44). Acesti doi au jucat un rol de frunte în rândul evreilor ortodocși din Transilvania. 
Sinagoga (Beit Kneset) era lăcașul de adunare (cu începere de vineri seara, după orele 18, oră care marca începutul Sabatului) a credincioșilor evrei pentru efectuarea rugăciunilor și citirii cu glas tare a sulurilor sfinte, numite Torá. Băncile din sinagogă erau astfel așezate, încât credincioșii priveau spre Ierusalim. Pe aceste bănci stăteau numai bărbații. Peretele care se afla în direcția Ierusalimului avea Arca Sfântă și Amvonul. În mijlocul sinagogii se afla o estradă, iar pe ea o masă, pe care se întindeau sulurile sfinte (Torá). În spatele băncilor se găsea galeria femeilor, pentru că în sinagogi femeile stau întotdeauna separate de bărbați.
Ultima slujbă mozaică s-a ținut aici în anul 1986 (pentru a se ține slujbe religioase în sinagogi este nevoie de cel puțin 10 bărbați). În prezent, mai trăiesc numai câțiva evrei în Turda (cel mult 10 persoane). Sinagoga este actualmente goală, părăsită, băncile din interior fiind vândute în anul 2000. Pereții exteriori sunt deocamdată bine conservați.
În lista sinagogilor din România publicată în lucrarea Seventy years of existence. Six hundred years of Jewish life in Romania. Forty years of partnership FEDROM – JOINT, editată de Federația Comunităților Evreiești din România în anul 2008, se preciza că Sinagoga din Turda nu mai era în funcțiune. 

## Inscripții
Placa neagră cu porunci biblice:

Pe placă sunt înscrise prescurtările a 10 porunci, selectate din cele 613 existente în Vechiul Testament. Această placă a fost donată sinagogii. Scopul donației a fost memoria celor doi donatori, ale căror nume apar la baza plăcii ("Sufletul lui Reb Moșe Dov Glanț cu perechea sa Reisel"). Mai jos, traducerea textului de pe placă. Numărul curent este cel din biblie. Pe placă apare doar porunca, nu și numărul, iar textul reprezintă doar începutul poruncilor respective.

Eu sunt Domnul... (2) 

Să nu ai... (3) 

Să nu iei în deșert... (7) 

Adu-ți aminte... (8) 

Cinstește pe... (12) 

Să nu ucizi... (13) 

Să nu preacurvești... (14) 

Să nu furi... (15) 

Să nu mărturisești... (16) 

Să nu poftești... (17) 

O altă placă din interiorul sinagogii (pe peretele holului de la intrare) amintește rolul rabinului Ben-Zion Albert Wesel (decedat la 25 februarie 1938), care a condus comunitatea evreiască din Turda timp de 38 de ani.
Deasupra intrării în sinagogă există două inscripții în limba ebraică:

- inscripția de sus, cu litere mici: Clădită între anii 1921-1926. 

- inscripția de jos, cu litere mari: Aceasta este poarta Domnului; cei drepți să intre prin ea. Textul este luat din „Psalmii regelui David” (Vechiul Testament). Prezența citatelor din Torá la intrarea în sinagogi este o tradiție veche la evrei.

## Galerie de imagini

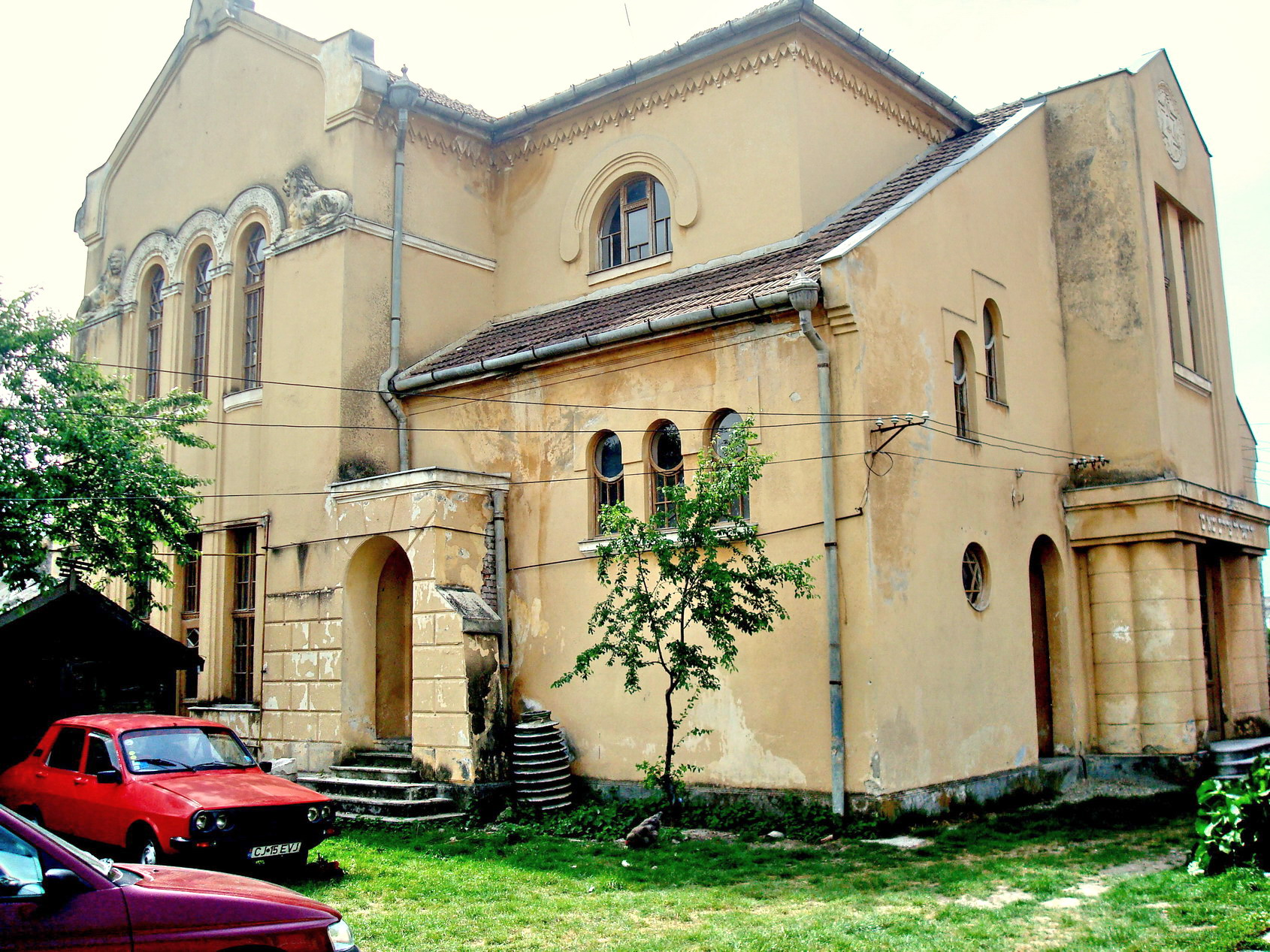
Faţada nordică şi faţada vestică (cu intrarea principală în sinagogă)
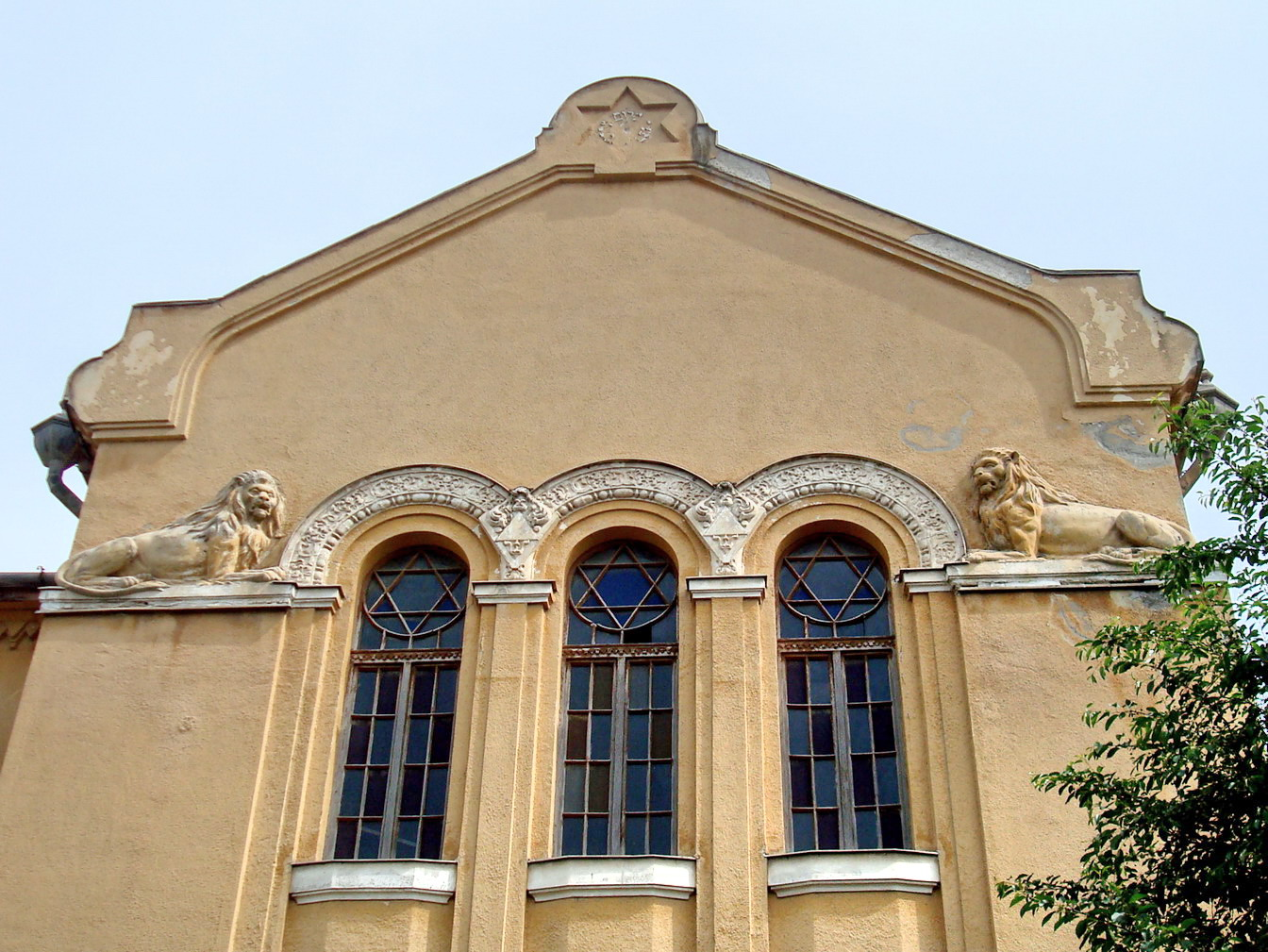
Faţada sudică cu doi lei în basorelief
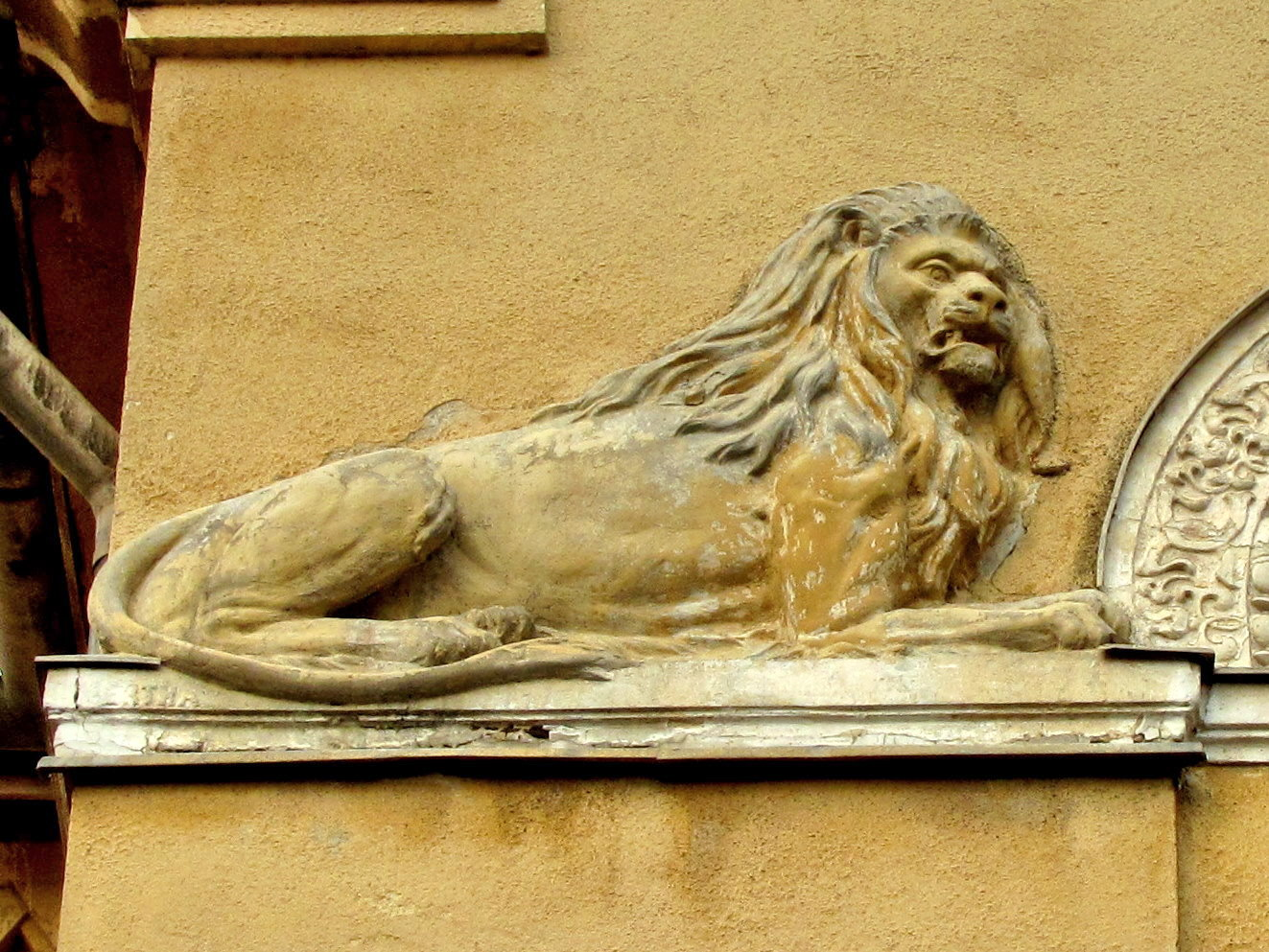
Leu în basorelief pe faţada sudică (simbolul tribului lui Iuda)
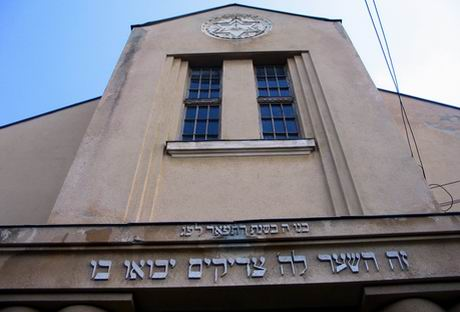
Faţada vestică cu inscripţii în ebraică deasupra intrării principale în sinagogă
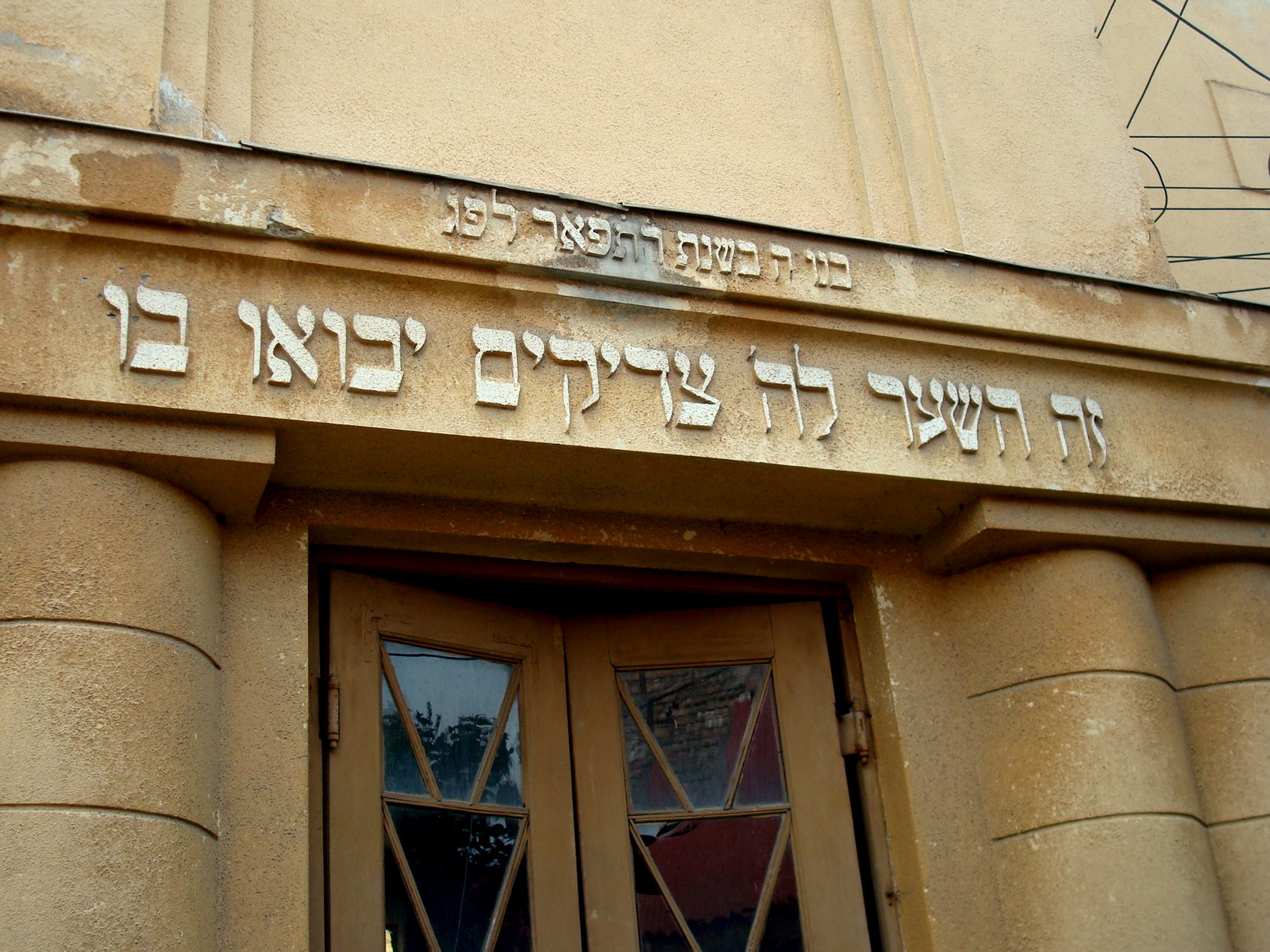
Faţada vestică cu inscripţii în ebraică deasupra intrării principale în sinagogă
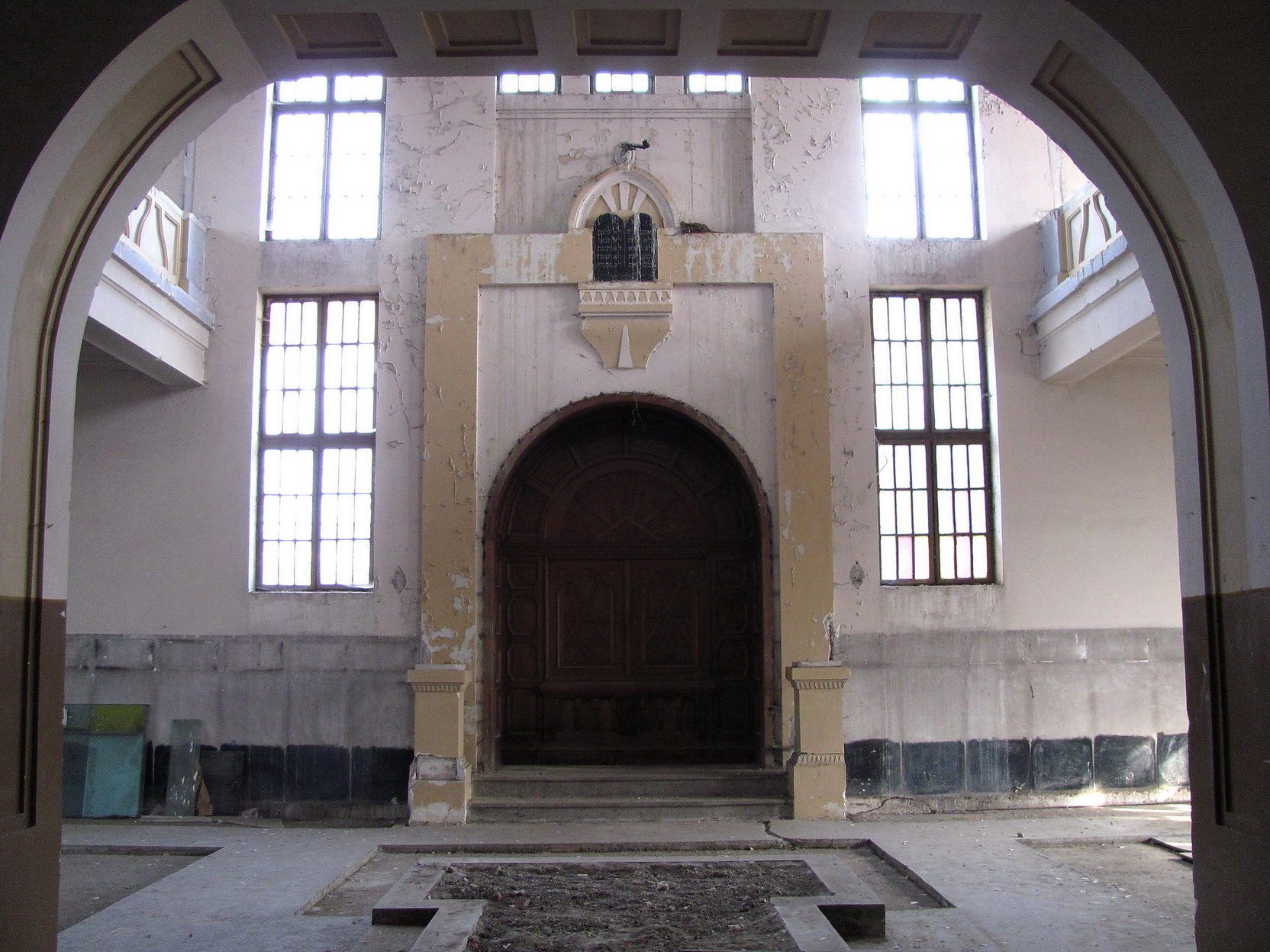
Imagine din interior (spre peretele estic): Bima, Chivotul Sfânt (Arca Legământului) şi placa neagră cu porunci biblice (Tablele Legii)
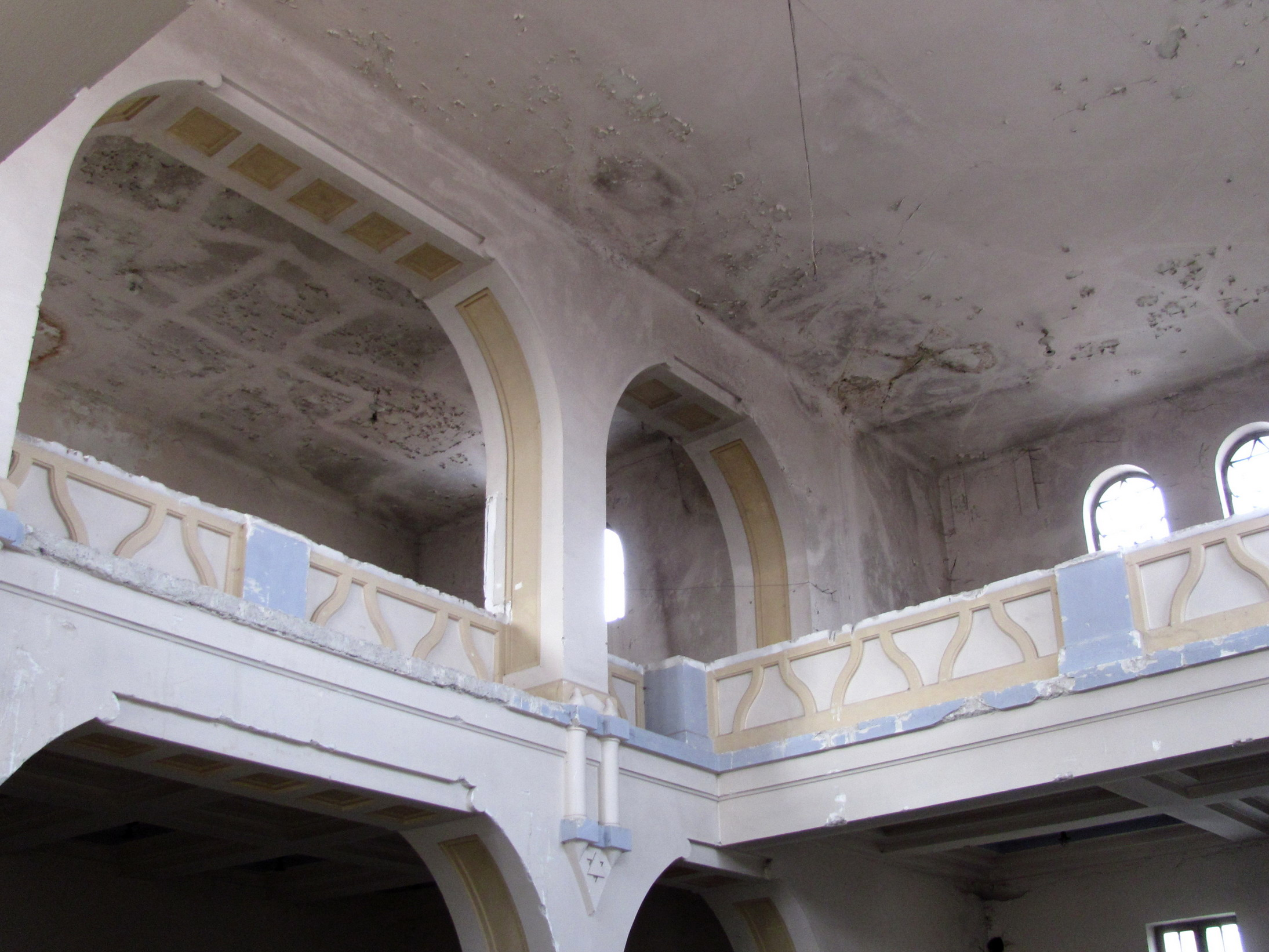
Imagine din interior: galeriile de la etajul I rezervate femeilor
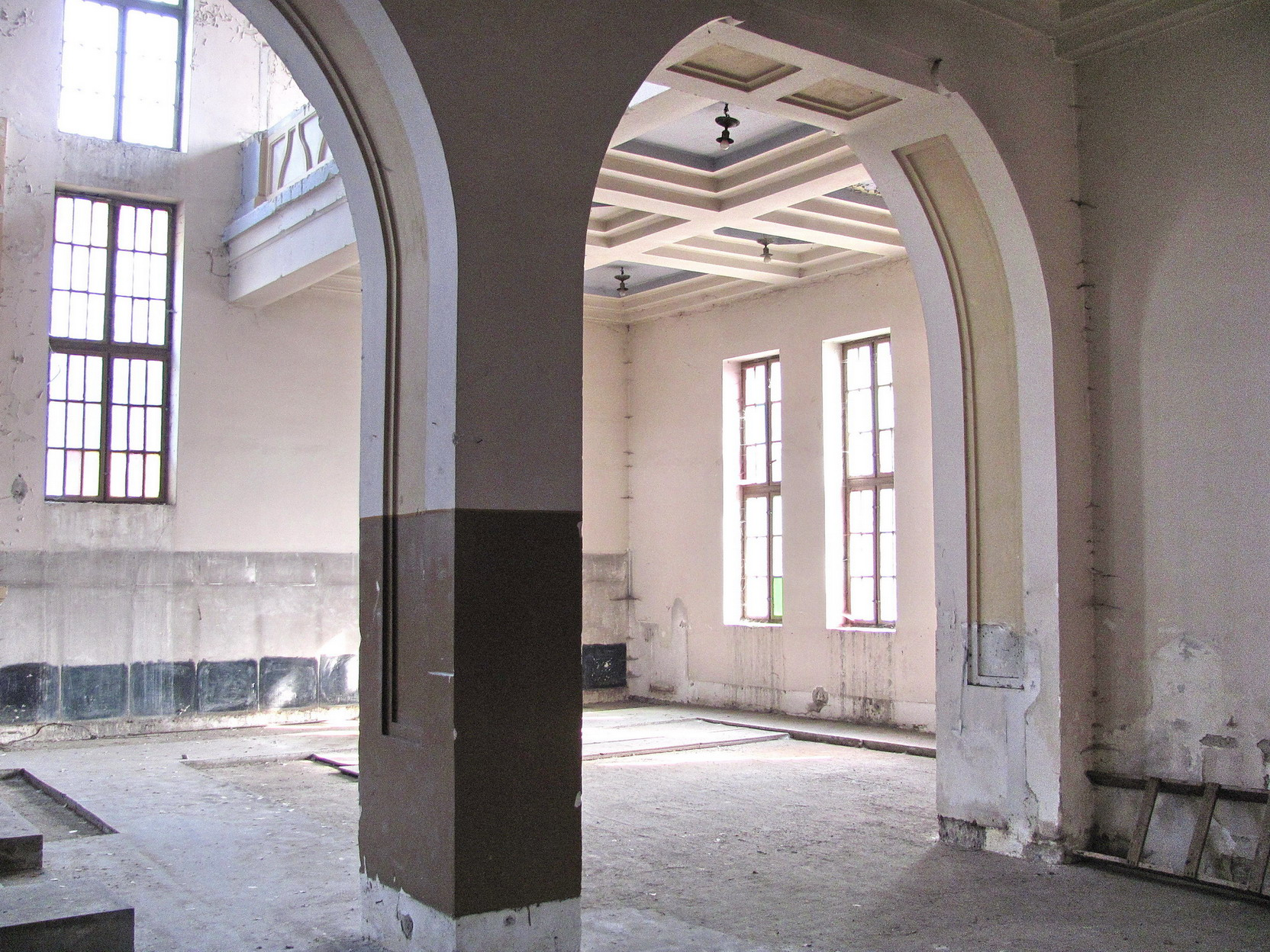
Imagine din interior: peretele estic (stânga) şi peretele sudic (dreapta)
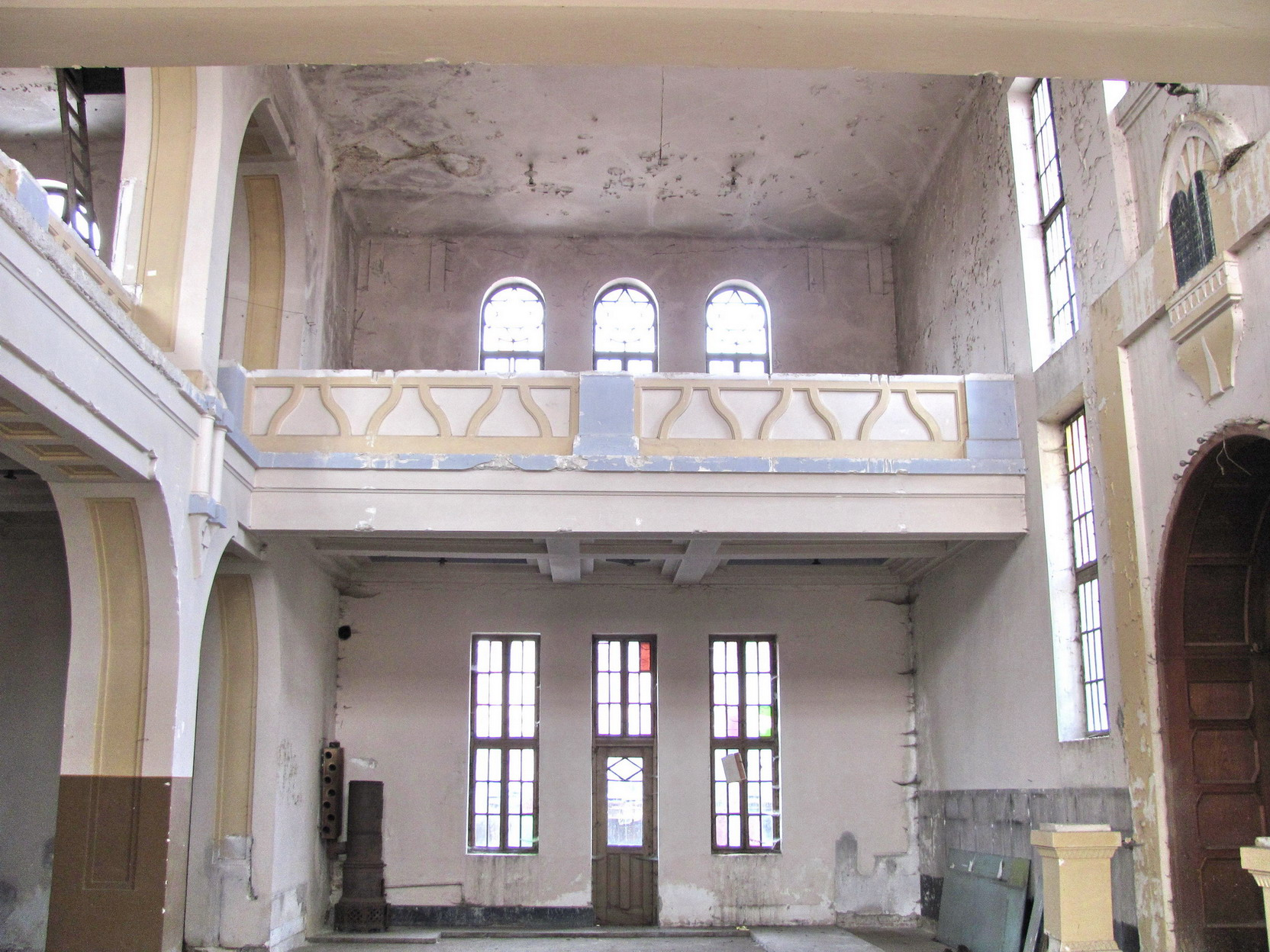
Imagine din interior spre peretele nordic
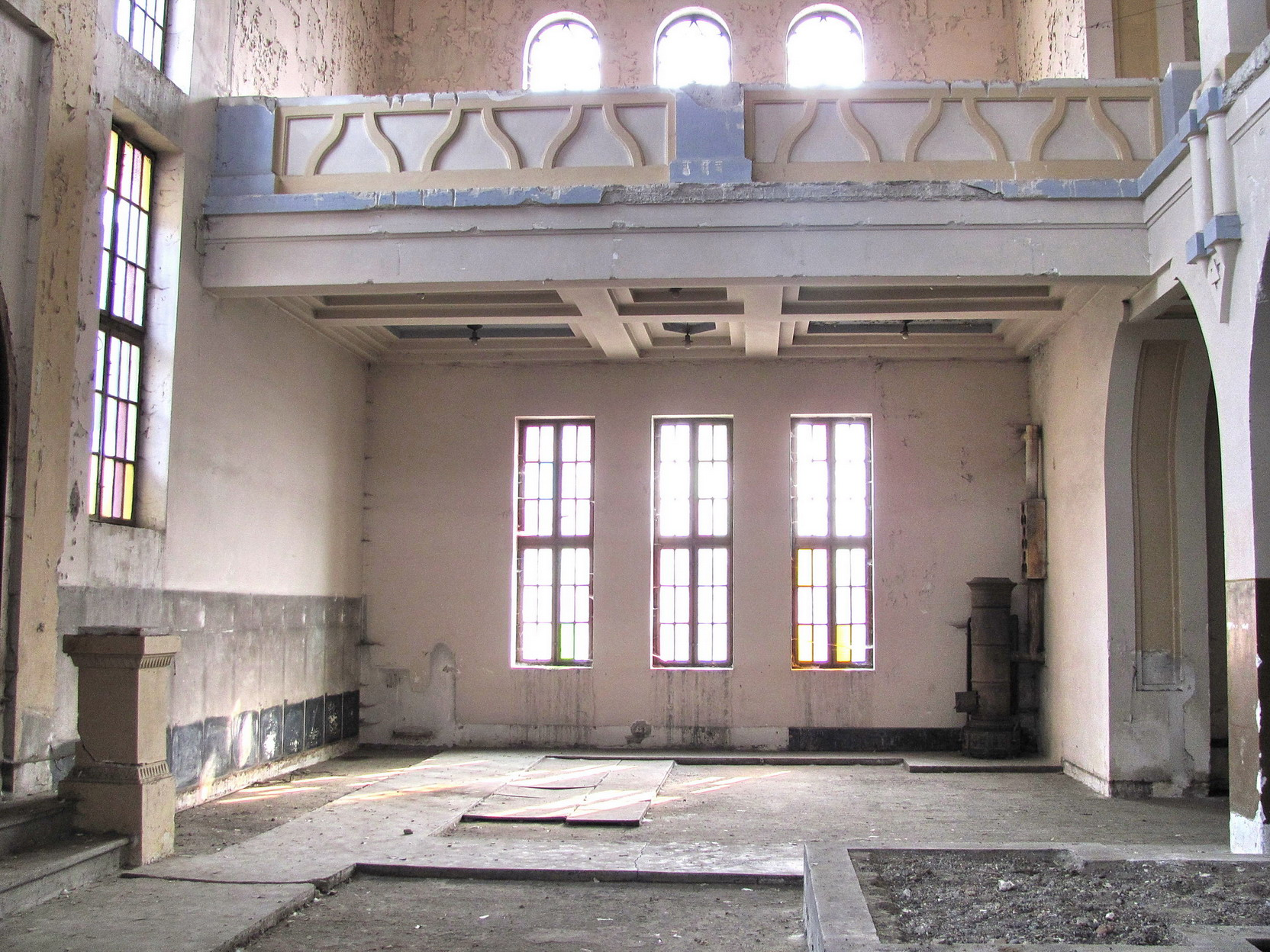
Imagine din interior spre peretele sudic
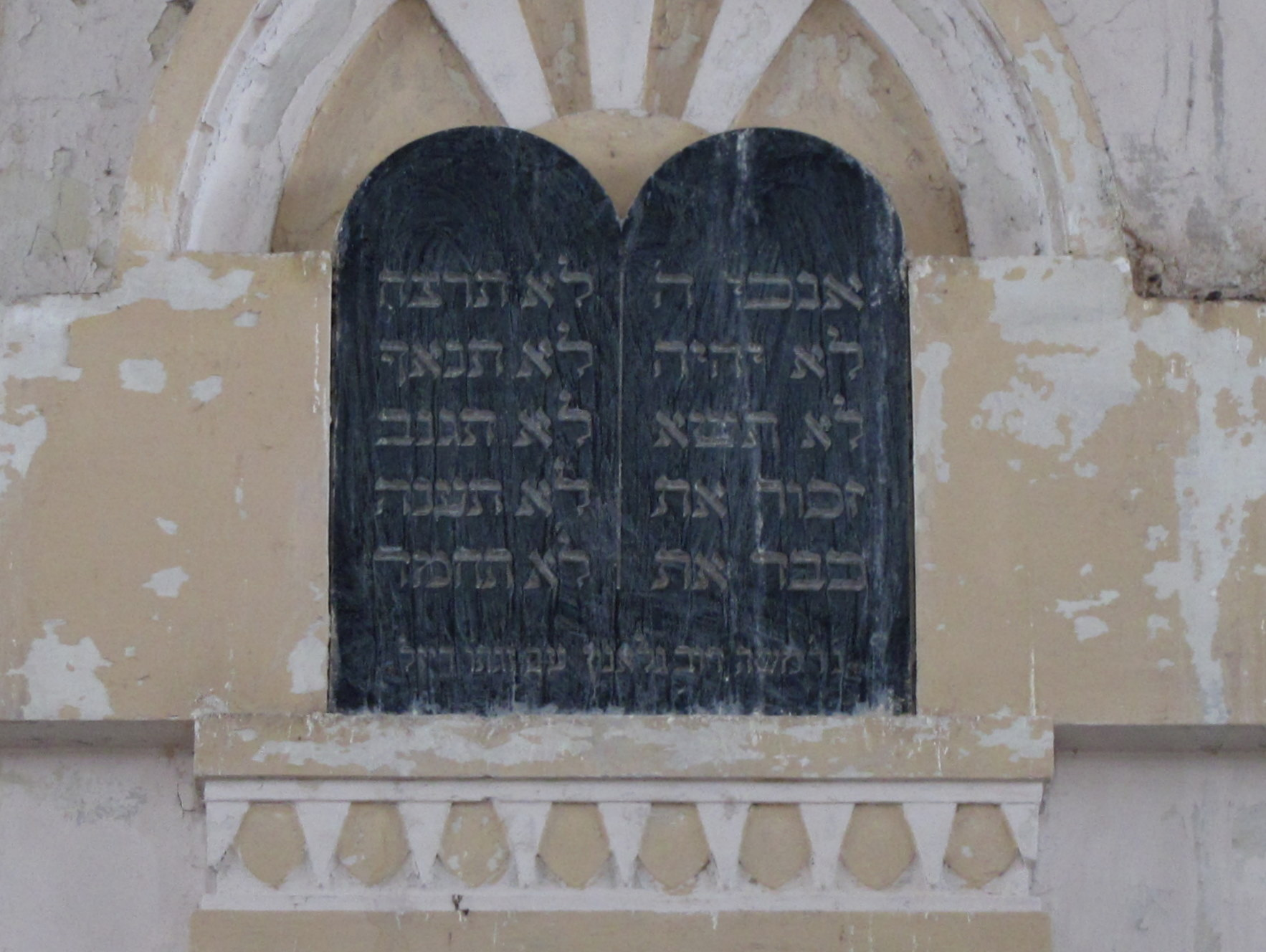
Placa neagră cu porunci biblice de pe peretele estic, deasupra Chivotului Sfânt
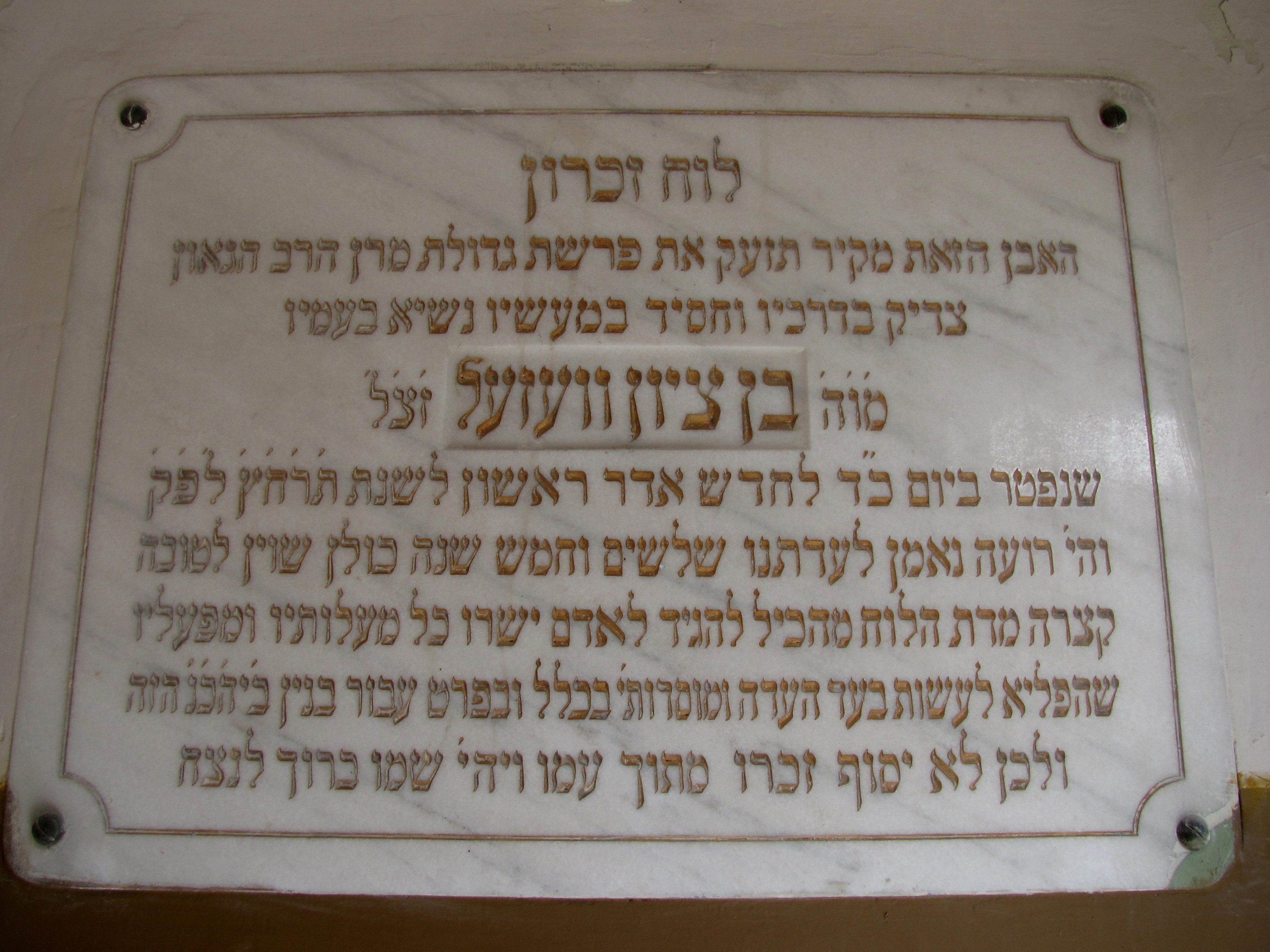
Placa comemorativă din holul de la intrare, dedicată rabinului Ben-Zion Albert Wesel
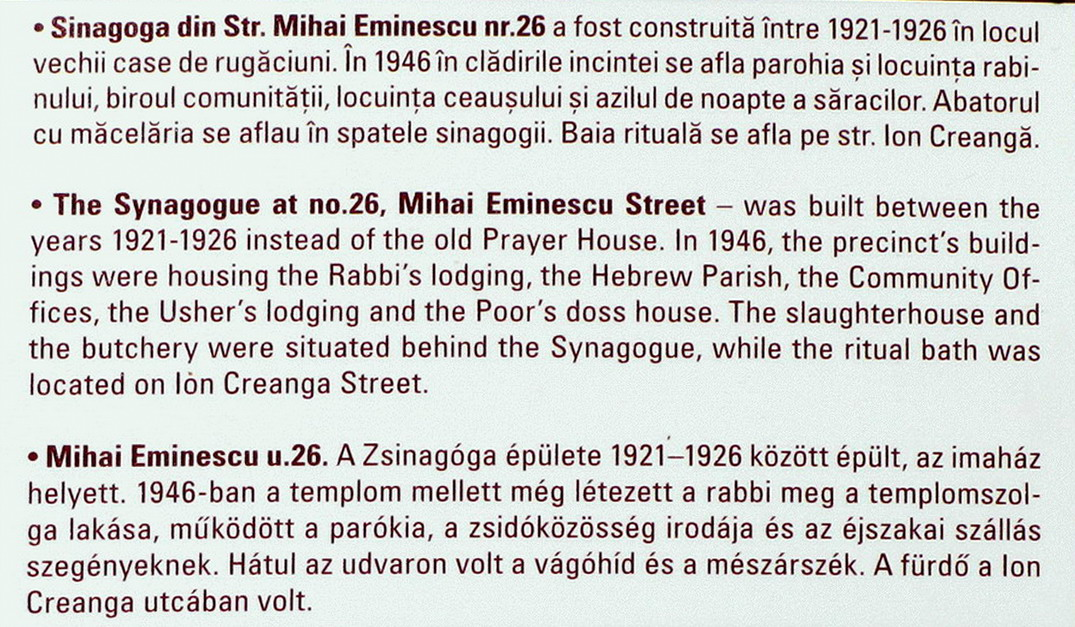
Placă informativă